# Charles S. Dutton
Charles Stanley Dutton (n. 30 ianuarie 1951, Baltimore, America Britanică⁠(d), Regatul Marii Britanii) este un actor și regizor american. Este cunoscut pentru rolurile sale din serialul de televiziune Roc⁠(d) (1991–1994) și filmul de televiziune The Piano Lesson⁠(d) (1995), pentru cel din urmă fiind nominalizat la Globurile de Aur. Acesta a câștigat pe parcursul carierei trei premii Primetime Emmy⁠(d) și trei premii NAACP Image.
Dutton a mai apărut în lungmetraje precum Alien 3 (1992), Rudy⁠(d) (1993), Pericol public⁠(d) (1993), Vremea răzbunării (1996), Averea lui Cookie⁠(d) (1999) și Gothika (2003).

## Biografie
Dutton s-a născut pe 30 ianuarie 1951, în partea de est a orașului Baltimore, Maryland. Tatăl său era șofer de camion, iar părinții săi au divorțat când el avea patru ani. A copilărit cartierul de locuințe sociale Latrobe Homes din Baltimore. În tinerețe, Dutton a abandonat școala în perioada gimnaziului⁠(d). Pentru o scurtă perioadă, a fost pugilist amator sub porecla „Roc”.
În 1967, la vârsta de 16 ani, Dutton a intrat într-un conflict fizic care s-a încheiat cu moartea unui bărbat. Dutton a susținut că acesta l-a atacat cu un cuțit.

### Condamnările și educația
După acest eveniment, Dutton a pledat vinovat în 1967 pentru omor săvârșit în legitimă apărare⁠(d) și a fost condamnat la cinci ani de închisoare. A executat pedeapsa la casa de corecție Maryland⁠(d) din Jessup, Maryland⁠(d). Eliberat condiționat după 18 sau 20 de luni, a fost arestat pentru jaf și port de armă. A fost condamnat pentru încălcarea legii armelor și trimis la penitenciarul Maryland⁠(d) pentru încă trei ani. Un conflict cu un gardian a mai adăugat încă opt ani la sentința sa. Cu privire la această întâmplare, Dutton a declarat: „Am primit trei ani pentru că am ucis un bărbat de culoare și opt ani pentru că i-am dat un pumn unui bărbat alb”.
În timp ce își executa pedeapsa, Dutton a fost înjunghiat de un alt deținut și aproape ucis. A devenit interesat de mișcările radicale și de Partidul Pantera Neagră⁠(d).
Câteva luni mai târziu, Dutton a fost condamnat la șase zile de izolare⁠(d) deoarece a refuzat să curețe toaletele. Deținuții aveau dreptul la o carte și,  involuntar, a ales o antologie de dramaturgi de culoare. I-a plăcut lucrarea atât de mult încât, după izolare, i-a cerut directorului să înființeze un grup de teatru pentru spectacolul de talente din iarnă. Directorul a fost de acord, dar numai cu condiția ca Dutton să-și reia studiile și să-și ia bacalaureatul⁠(d). După ce a îndeplinit condițiile, finalizând un program de doi ani la Hagerstown Junior College (astăzi Hagerstown Community College⁠(d)) din Hagerstown, Maryland⁠(d). A obținut o diplomă⁠(d) în arte în 1976.
Dutton a fost eliberat condiționat pe 20 august 1976. După eliberarea, s-a înscris Towson State University (acum Universitatea Towson⁠(d)) din Towson, Maryland și a absolvit cu o licență în arte în 1978. După  Towson, Dutton a obținut o diplomă de master în actorie de la Yale School of Drama⁠(d) în 1983.

## Cariera
În 1984, Dutton și-a făcut debutul pe Broadway în piesa de teatru Ma Rainey's Black Bottom⁠(d), interpretarea sa fiind premiat cu un Theatre World Award și o nominalizare la premiile Tony la categoria cel mai bun actor. În 1988, Dutton l-a interpretat pe Leroy Brown în Crocodile dundee 2⁠(d) și un criminal în miniseria The Murder of Mary Phagan⁠(d). În 1990, Dutton a obținut o a doua nominalizare la premiile Tony pentru rolul din piesa The Piano Lesson⁠(d). Dutton a apărut în Alien 3, debutul regizoral al lui David Fincher, iar apoi a apărut în Rudy (1993). Filmografia sa include filme precum Lecții de viață⁠(d), Vremea răzbunării, Averea lui Cookie, Cry, the Beloved Country⁠(d), Joc sângeros⁠(d), Pericol public, Fereastra secretă și A Low Down Dirty Shame⁠(d).
Dutton a câștigat premiul Emmy pentru cel mai bun actor invitat în 2002 și 2003 pentru rolurile din Cabinet de avocatură⁠(d) și Dispăruți fără urmă⁠(d). A fost nominalizat și în 1999 pentru rolul lui Alvah Case din sezonul 2 al serialului dramatic OZ - Închisoarea Federală⁠(d) al companiei HBO. Pentru același rol, a obținut și o nominalizare la premiile NAACP Image. A fost primarul orașului New York în filmul Coșmar în orașul viselor⁠(d) (1999). Dutton a fost apreciat pentru rolul interpretat în serialul de comedie Roc, fiind premiat la gala premiilor NAACP Image. A apărut în serialul științifico-fantastic Punct de crizădin 2005.
În 2000, Dutton a regizat miniseria The Corner⁠(d). S-a implicat emoțional în producție deoarece a copilărit pe străzile din estul orașului Baltimore. Filmul a  fost o ecranizare a cărții The Corner: A Year in the Life of an Inner-City Neighborhood (1997) de David Simon⁠(d), un reporter pentru Baltimore Sun, și Ed Burns⁠(d), un detectiv pensionat din Baltimore. The Corner a câștigat mai multe premii Emmy în 2000, inclusiv la categoria cea mai bună miniserie. Dutton a câștigat premiul pentru regie. A mai lucrat cu Simon într-un episod din 1996 al serialului Brigada Omucideri⁠(d).
L-a interpretat pe șeful poliției din comitatul Montgomery, Maryland, Charles Moose, în filmul de televiziune Zile de teroare⁠(d) (2003) și a apărut în sezonul 2 al serialului The L Word⁠(d). De asemenea, a apărut în episodul „Another Toothpick” al serialului Clanul Soprano, într-un episod al serialului Doctor House și în serialul Celula teroristă⁠(d).
Pe 9 octombrie 2007, HBO a anunțat că a încheiat un acord cu Dutton în care acesta va dezvolta, regiza și va avea roluri în serialele și filmele produse de rețea. Pe 14 februarie 2013, Dutton a revenit la seriale de televiziune cu Zero Hour, interpretând rolul unui preot. În 2013, Dutton a avut rolul detectivului Margolis în filmul de groază The Monkey's Paw⁠(d).

## Filmografie

### Filme
| An   | Titlu                              | Rol                       | Note                                                          |
| ---- | ---------------------------------- | ------------------------- | ------------------------------------------------------------- |
| 1985 | Cat's Eye                          | Dom                       |                                                               |
| 1988 | No Mercy                           | Sergeant Sandy            |                                                               |
| 1988 | Crocodile Dundee II                | Leroy Brown               |                                                               |
| 1989 | Jacknife                           | Jake                      |                                                               |
| 1990 | Q&A                                | Detective Sam Chapman     |                                                               |
| 1991 | Mississippi Masala                 | Tyrone Williams           |                                                               |
| 1992 | Jack Reed: One of Our Own          | Lt. Charles Silvera       |                                                               |
| 1992 | Alien 3                            | Dillon                    | Nominalizat—Saturn Award for Best Supporting Actor            |
| 1992 | The Distinguished Gentleman        | Elijah Hawkins            |                                                               |
| 1993 | Menace II Society                  | Mr. Butler                |                                                               |
| 1993 | Rudy                               | Fortune                   |                                                               |
| 1994 | Surviving the Game                 | Walter Cole               |                                                               |
| 1994 | Foreign Student                    | Howlin' Wolf              |                                                               |
| 1994 | A Low Down Dirty Shame             | Sonny Rothmiller          |                                                               |
| 1995 | Cry, the Beloved Country           | John Kumalo               |                                                               |
| 1995 | Seven                              | Cop                       | Necreditat                                                    |
| 1995 | Nick of Time                       | Huey                      |                                                               |
| 1996 | A Time to Kill                     | Sheriff Ozzie Walls       |                                                               |
| 1996 | Get on the Bus                     | George                    |                                                               |
| 1997 | Mimic                              | Officer Leonard Norton    |                                                               |
| 1998 | Black Dog                          | Agent Allen Ford          |                                                               |
| 1999 | Cookie's Fortune                   | Willis Richland           | Nominalizat—Independent Spirit Award for Best Supporting Male |
| 1999 | Random Hearts                      | Alcee                     |                                                               |
| 2002 | D-Tox                              | FBI Agent Chuck Hendricks |                                                               |
| 2003 | Gothika                            | Dr. Douglas Grey          |                                                               |
| 2004 | Against the Ropes                  | Felix Reynolds            | Regizor                                                       |
| 2004 | Secret Window                      | Ken Karsch                |                                                               |
| 2005 | The L.A. Riot Spectacular          | The Mayor                 |                                                               |
| 2007 | Honeydripper                       | Maceo                     |                                                               |
| 2008 | The Third Nail                     | Sydney Washington         |                                                               |
| 2008 | American Violet                    | Reverend Sanders          |                                                               |
| 2008 | The Express: The Ernie Davis Story | Willie Davis              |                                                               |
| 2009 | Fame                               | Mr. James Dowd            |                                                               |
| 2010 | Legion                             | Percy Walker              |                                                               |
| 2012 | Bad Ass                            | Panther                   |                                                               |
| 2012 | Least Among Saints                 | George                    |                                                               |
| 2012 | The Obama Effect                   | John Thomas               |                                                               |
| 2012 | LUV                                | Cofield                   |                                                               |
| 2013 | The Monkey's Paw                   | Detective Margolis        |                                                               |
| 2014 | Android Cop                        | Mayor Jacobs              |                                                               |
| 2014 | Scooby-Doo! WrestleMania Mystery   | Cookie                    |                                                               |
| 2014 | Comeback Dad                       | Othell                    |                                                               |
| 2015 | The Perfect Guy                    | Roger Vaughn              |                                                               |
| 2015 | Carter High                        | Coach James               |                                                               |

### Seriale
| An        | Titlu                               | Rol                       | Note |
| --------- | ----------------------------------- | ------------------------- | --- |
| 1985      | Miami Vice                          | Lieutenant Pearson        | Episodul: "The Prodigal Son" |
| 1985      | The Equalizer                       | Abmennet                  | Episodul: "Bump and Run" |
| 1986      | Miami Vice                          | Ed McCain                 | Episodul: "The Good Collar" |
| 1986      | Cagney & Lacey                      | Mr. Johnson               | Episodul: "The Marathon" |
| 1986      | Apology                             | Asst. District Attorney   | Film de televiziune |
| 1988      | The Murder of Mary Phagan           | Jim Conley                | Film de televiziune |
| 1991–1994 | Roc                                 | Roc Emerson               | 72 de episoade |
| 1993      | Are You Afraid of the Dark?         | Captain Jonas Cutter      | 2 episoade |
| 1995      | The Piano Lesson                    | Boy Willie                | Film de televiziune Nominalizat—Premiul Globul de Aur pentru cel mai bun actor într-o miniserie Nominalizat—Primetime Emmy Award for Outstanding Lead Actor in a Miniseries or a Movie    |
| 1995      | Zooman                              | Emmett                    | Film de televiziune |
| 1996      | Homicide: Life on the Street        | Elijah Sanborn            | Episodul: "Prison Riot" |
| 1998      | Oz                                  | Professor Alva Case       | Episodul: "The Tip" Nominalizat—Primetime Emmy Award for Outstanding Guest Actor in a Drama Series⁠(d)                                                                                     |
| 1998      | Blind Faith                         | Charles Williams          | Nominalizat—Independent Spirit Award for Best Supporting Male⁠(d) Nominalizat—Screen Actors Guild Award for Outstanding Performance by a Male Actor in a Miniseries or Television Movie⁠(d) |
| 1999      | Aftershock: Earthquake in New York  | Mayor Bruce Lincoln       | Film de televiziune |
| 1999      | The 60's                            | Reverend Willie Taylor    | Film de televiziune |
| 2000      | Deadlocked                          | Jacob Doyle               | Film de televiziune |
| 2000      | For Love or Country                 | Dizzy Gillespie           | Film de televiziune |
| 2000      | The Corner                          | N/A                       | Film de televiziune Regizor Primetime Emmy Award for Outstanding Director for a Movie⁠(d)                                                                                                  |
| 2001      | Ed                                  | Reverend Carver           | Episodul: "Valentine's Day" |
| 2001      | The Sopranos                        | Officer Wilmore           | Episodul: "Another Toothpick" |
| 2001      | The Practice                        | Leonard Marshall          | Episodul: "Killing Time" Primetime Emmy Award for Outstanding Guest Actor in a Drama Series                                                                                               |
| 2002      | 10,000 Black Men Named George       | Milton Webster            | Film de televiziune |
| 2002–2003 | Without a Trace                     | Chet Collins              | 2 episoade Primetime Emmy Award for Outstanding Guest Actor in a Drama Series |
| 2003      | D.C. Sniper: 23 Days of Fear        | Chief Charles Moose       | Film de televiziune |
| 2004      | Something the Lord Made             | William Thomas            | Film de televiziune |
| 2005      | Mayday                              | Admiral Randolf Hennings  | Film de televiziune |
| 2005      | The L Word                          | Dr. Benjamin Bradshaw     | 4 episoade |
| 2005–2006 | Threshold                           | J.T. Baylock              | 13 episoade |
| 2006–2007 | House                               | Rodney Foreman            | 2 episoade |
| 2007      | My Name Is Earl                     | Reggie                    | Episodul: "Get a Real Job" |
| 2008      | Racing for Time                     | Lt. Stack                 | Film de televiziune |
| 2009      | CSI: NY                             | Talmadge Neville          | Episodul: "Greater Good" |
| 2010      | Dark Blue                           | Walter Shell              | Episodul: "Shell Game" |
| 2011      | Law & Order: LA                     | Reverend Davidson         | Episodul: "Carthay Circle" |
| 2011      | Criminal Minds                      | Tony Cole                 | Episodul: "The Bittersweet Science" |
| 2011      | American Horror Story: Murder House | Detective Granger         | 2 episoade |
| 2012      | The Good Wife                       | Pastor Damon              | Episodul: "Blue Ribbon Panel" |
| 2012–2014 | Longmire                            | Detective Fales           | 6 episoade |
| 2013      | Zero Hour                           | Father Mickle             | 6 episoade |
| 2014      | The Following                       | FBI Director Tom Franklin | Episodul: "The Messenger" |
| 2015      | Bessie                              | William 'Pa' Rainey       | Film de televiziune |